# لیویا (خواننده)
لیویا (به انگلیسی: Livvia) با نام کامل اولیویا سامرلین هالینز کریستنسن (به انگلیسی: Olivia Somerlyn Hollins Christensen) (زاده ۴ ژوئن ۱۹۹۴) خواننده، ترانه‌سرا و موسیقی‌دان آمریکایی است.